# NoxPlayer
NoxPlayer（ノックスプレイヤー）は、香港に構えるノックスデジタルエンターテインメント（Nox Digital Entertainment Co. Limited）（本社：香港、代表者：韓哲）が開発するAndroidのエミュレータである。
Android向けに開発されたソーシャルゲームをWindows PCやMacの大画面で楽しめるエミュレータをコンセプトにしている。

## 概要
NoxPlayerはWindowsとMacのパソコンで動作するAndroidエミュレータである。独自の仮想化技術（VirtualBoxベース）を用いて、Androidスマートフォンのゲームをパソコンでプレイできることをコンセプトに開発された。
2017年6月から日本での配信が開始された。動作が高速で人気タイトルにも対応できるエミュレーション機能と安定性で、コアなスマートフォンゲーマーが満足できるAndroidエミュレータとして現在も開発、改良が続けられている。NoxPlayerはフリーウェアであるが、ウィンドウ下のドック部分にある広告による広告収益で成り立っている。
ビッグデータとAI（人工知能）を組み合わせた「Noxmobi」等の広告システムで、ユーザーの好みにあったゲームアプリの広告を表示させ、利用者と広告主を相互に結び付けることで高い広告効果を生み出すプラットフォームとしてのコンセプトも有する。また、独自の広告システムやコンテンツ分析技術を発展させたNoxInfluencerといったウェブサービスも生み出している。
低スペックPCのユーザーでも使用できるようにAndroidのバージョンが選択できるようになっている。現在はAndroid 5とAndroid 7を選択できる。以前はAndroid 4も選択できたが、NoxPlayer 6611/7703をもって終了した。他には、CPUのコア数やメモリの容量、画面解像度、サウンドやネットワーク機能の有効/無効が設定できる。
アプリ側が対応していればゲームに限らず一般のアプリもインストールできる。設定をしておけば通知も表示されるため、起動していないゲームや生活情報、ニュースの表示も可能。しかし、位置情報の設定が違うと通知が表示されなかったり他の地域の通知が表示されたりする。NoxPlayerの標準のランチャーではウイジェットには対応していないが、Nova Launcherなどの他のランチャーアプリをインストールすることでウィジェットにも対応できる。

## マルチインスタンス機能
NoxPlayerは仮想的なAndroid端末を複数作成することができる。PCのスペックが高ければ複数のAndroid環境を同時に動作させることもできる。異なるバージョンのAndroidを同時に動作させることもできる。

## 歴史
- 2017年
  - 2月14日、NoxPlayer日本公式 Twitterの運用が開始される。
  - 4月12日、「NoxPlayer3.8.1.2」リリースを機にアプリの名称がNox App PlayerからNoxPlayerに正式に変更となる。
  - 5月11日、「NoxPlayer mac 1.2.0.0」リリース。動作環境：Mac OS Xの10.9（Mavericks）以上推奨となる。macOS版にも画面キャプチャー機能が追加される。
  - 7月25日、「NoxPlayer5.0.0.0」リリース。テーマ機能が追加される。
  - 9月6日、「NoxPlayer5.1.0.0」リリース。キーボードコントロールの拡充。仮想キーボード操作のマクロ機能、連続クリックボタンが実装される。
  - 9月28日、「NoxPlayer5.2.0.0」リリース。ビデオレコーダー機能実装により動画キャプチャが可能となる。キーボードコントロールの拡充。仮想キーボード操作のマクロ機能、連続クリックボタンが実装される。
  - 11月3日、「NoxPlayer日本公式 Youtubeチャンネル」が開設される。動画でNoxPlayerの設定方法やAndroidアプリゲームの遊び方・使い方の日本語で解説された動画を公開。
  - 11月16日、「NoxPlayer6.0.0.0」リリース。複数のAndroid端末を同時に起動することができるマルチインスタンス機能、バッチ操作機能、キーボードマッピング機能、OpenGL3ゲームの完全サポートを実装。マルチインスタンス機能でAndroid OS 5.1.1に対応となる。
  - 12月8日、「NoxPlayer6.0.1.0」リリース。エミュレータの再起動機能が追加される。
- 2018年
  - 1月23日、「NoxPlayer6.0.3.0」リリース。エミュレータのデータエクスポート機能が追加される。
  - 2月8日、「NoxPlayer6.0.5.0」リリース。詳細設定にウィンドウサイズの復元機能が追加される。
  - 3月16日、「NoxPlayer6.0.6.0」リリース。キーボードコントロールの設定追加保存機能とチュートリアル機能が拡充された。
  - 3月26日、「NoxPlayer6.0.7.0」リリース。スクリプトを実行するためのコマンドラインツール noxconsole.exeが追加される。
  - 5月31日、「NoxPlayer6.1.0.0」リリース。ゲームの互換性とパフォーマンスの改善、動画キャプチャ機能に再生機能が追加される。
  - 7月19日、「NoxPlayer6.2.1.0」リリース Android 7 Nougat対応。これに伴い、Android 4.4.2, Android 5.1.1, Android 7.1.2が安定版としてマルチインスタンス機能で選択可能になる。
  - 8月16日、「NoxPlayer6.2.2.0」リリース。 エミュレーターの画面回転速度が最適化された。
  - 9月20 - 23日、幕張メッセで開催された東京ゲームショウ2018にNoxPlayerブースが出展される。
  - 11月10日、「NoxPlayer macOS 1.2.5.0」リリース。macOS Sierra 以降で起動が失敗する問題を改善した。
  - 11月17日、「NoxPlayer6.2.5.3」リリース。 エミュレータのCPU使用率の改善。OpenGLモードでのTik Tokの動作と安定性が改善された。
  - 12月3日、「NoxPlayer6.2.6.0」リリース。 長押しで連続クリックモードとなるコントロールが追加された。エミュレータの起動速度が改善された。
  - 12月26日、「NoxPlayer6.2.6.1」リリース。 解像度設定が最適化され16:9の比率確保表示を改善した。
  - 12月28日、公式Twitterアカウントで募集していたNoxPlayer 公式イメージキャラクターの名前が「のくたん」に決定となる。
- 2019年
  - 1月28日、「NoxPlayer6.2.6.3」リリース。Android ゲームの描画に利用するグラフィックスレンダリングモードに、強化互換モード「OpenGL+」が追加された。またPUBG Mobile への対応を強化。
  - 3月19日、NoxPlayer 人気スマホゲームランキングキャンペーン「2019」開催。人気投票の結果「アズールレーン」が1位となった。
  - 3月28日、「NoxPlayer6.2.8.0」リリース。アプリの互換性向上、パフォーマンス向上、文字入力機能の最適化、Android OS バージョン 7.1.2での動作対応を強化。
  - 4月10日、同社のウェブサービス「NoxInfluencerのバグ発見&提案キャンペーンを開催!!」と銘打ったキャンペーンが開催され、ユーザー参加型のバグ報告イベントを開催。
  - 4月15日、「NoxPlayer6.2.8.1」リリース。動画ファイルのドラッグ・アンド・ドロップによるファイル連携機能が実装された。キーボード操作時の文字入力反応速度や起動時の問題を改善。
  - 8月9日、64bitβバージョンを一足先にリリースし他の32bitエミュレーターでは実現できないパフォーマンスを引き出すことが出来ます。
  - 9月12 - 15日、幕張メッセで開催された東京ゲームショウ2019にNoxPlayerブースが出展される。
- 2020年
  - 4月14日、Android 7ベースのmacOS版3010をリリース、対応ゲームが大幅に増えた。
  - 7月6日、バージョン7003をもって、NoxPlayerが既定でAndroid 7になっている。そして、Android 4環境の提供を終了した。旧バージョンではAndroid 4環境が継続して利用が可能。
- 2021年5月24日、Android 9に対応したNoxPlayerのβ版が配信開始。
- 2023年4月26日、Android 12に対応したNoxPlayerのβ版が配信開始。